# Constance Simelane
Constance Simelane là một chính trị gia Swaziland, người trở thành nữ Phó Thủ tướng đầu tiên của Vương quốc Swaziland. Bà được bổ nhiệm vào Thượng viện năm 2001, trở thành Bộ trưởng Bộ Giáo dục năm 2003. Vào tháng 10 năm 2006, Simelane được bổ nhiệm làm Phó Thủ tướng bởi Vua Mswati III, kế nhiệm Albert Shabangu, người đã chết một tháng trước đó.

## Lịch sử cá nhân
Cha mẹ của Simelane là Funwako Simelane, một giáo viên và Judith (nhũ danh LaNkonyane).
Năm 1958, theo lệnh của vua Sobhuza II của Swaziland, cha của Simelane được triệu hồi về Swaziland làm bộ trưởng tài chính. Trước đó, ông đi dạy tại một số trường trung học trước khi trở thành đại sứ tại một số quốc gia, trở lại Swaziland để. Ông mất năm 1980.
Simelane là một nhà nghiên cứu tín dụng ở Chicago. Khi trở lại Swaziland, cô đảm nhận vai trò trợ lý thư ký trong Văn phòng Phó Thủ tướng. Sau đó, cô chuyển đến Ethiopia làm việc cho Ủy ban Kinh tế Liên Hợp Quốc về Châu Phi tại Addis Ababa.

## Sự nghiệp chính trị
Năm 2006, sau cái chết của Albert Shabangu, Simelane được giao vị trí Phó Thủ tướng, người phụ nữ đầu tiên giữ vai trò này. Bà được các tổ chức kêu gọi quyền bình đẳng giới hoan nghênh. Bà giữ chức vụ này đến năm 2008 
Kể từ khi rời khỏi vị trí của mình trong chính phủ, Simelane tiếp tục là người ủng hộ cả về giáo dục và quyền phụ nữ.

## Chức vụ khác
Từ năm 2004 đến 2005 Simelane giữ chức Chủ tịch Ủy ban Điều hành của Hiệp hội Nghị viện Liên bang.